# Luna-park
Luna park (russisk: Луна-парк) er en russisk-fransk spillefilm fra 1992 af Pavel Lungin.

## Medvirkende
- Oleg Borisov som Naoum Kheifitz
- Andrej Gutin som Andrej Leonov
- Natalja Jegorova som Aljona
- Nonna Mordjukova
- Mikhail Golubovitj